# Paxtle
Paxtle es una localidad del estado mexicano de Guanajuato. Es parte del municipio de Silao de la Victoria.

## Toponimia
El nombre «Paxtle» proviene del término en náhuatl pachtli. Su significado es «hierba que se cría y cuela de los árboles».

## Demografía
| Gráfica de evolución demográfica |
|                                  |

| Censo | Población |
| ----- | --------- |
| 1900  | 305       |
| 1910  | 277       |
| 1921  | 254       |
| 1930  | 308       |
| 1940  | 386       |
| 1950  | 551       |
| 1960  | 670       |
| 1970  | 746       |
| 1980  | 844       |
| 1990  | 1 033     |
| 2000  | 962       |
| 2010  | 1 086     |
| 2020  | 1 309     |